# Smíšený součin
Smíšený součin je v matematice operace násobení vektorů v trojrozměrném vektorovém prostoru se skalárním součinem, kterou lze definovat jako skalární součin prvního vektoru s vektorovým součinem druhého a třetího vektoru.

## Definice
Mějme aritmetický vektorový prostor {\displaystyle \mathbb {R} ^{3}} s kanonickou bází nad číselným tělesem {\displaystyle \mathbb {R} }, pak vektory {\displaystyle \mathbf {a} ,\mathbf {b} ,\mathbf {c} \in \mathbb {R} ^{3}} v daném pořadí tvoří smíšený součin, platí-li:
{\displaystyle \mathbf {a} \cdot (\mathbf {b} \times \mathbf {c} )=det[\mathbf {a} ,\mathbf {b} ,\mathbf {c} ]={\begin{vmatrix}a_{1}&b_{1}&c_{1}\\a_{2}&b_{2}&c_{2}\\a_{3}&b_{3}&c_{3}\end{vmatrix}}=a_{1}b_{2}c_{3}-a_{1}b_{3}c_{2}+a_{2}b_{3}c_{1}-a_{2}b_{1}c_{3}+a_{3}b_{1}c_{2}-a_{3}b_{2}c_{1}},
kde {\displaystyle a_{i},b_{i},c_{i}} pro {\displaystyle i\in \{1,2,3\}} jsou složky vektorů {\displaystyle \mathbf {a} ,\mathbf {b} ,\mathbf {c} }.

## Vlastnosti

Objem rovnoběžnostěnu je absolutní hodnotou determinantu vektorů, a.

- Geometrický význam smíšeného součinu je objem rovnoběžnostěnu jimi určeného.
- Při záměně libovolných dvou vektorů ve smíšeném součinu zůstává absolutní hodnota výsledku stejná, výsledek ale změní znaménko, tj. výsledek smíšeného součinu závisí na pořadí vektorů.
- Vektorový součin kolineárních vektorů je nulový vektor, tj. smíšený součin je pak roven nule.
- Smíšený součin vektorů kladně orientované kanonické báze je roven jedné.
- Smíšený součin je jednotková antisymetrická trilineární forma, lze jej vyjádřit pomocí Levi-Civitova symbolu {\displaystyle \varepsilon } s Einsteinovou sumační konvencí: {\displaystyle [\mathbf {a} ,\mathbf {b} ,\mathbf {c} ]=\varepsilon _{ijk}a_{i}b_{j}c_{k}}.